# Morelos 1
Morelos 1 – pierwszy meksykański geostacjonarny satelita telekomunikacyjny; wyprodukowany przez firmę Hughes Aircraft i wyniesiony wahadłowcem Discovery (STS-51-G) jako pierwszy z serii Morelos. Pracował na pozycji 113,5°W.
Pozostaje na orbicie okołoziemskiej.

## Budowa i działanie
Satelita został zbudowany przez amerykańską firmę Hughes Aircraft w oparciu o platformę HS-376. 
W pozycji startowej, ze złożonymi teleskopowo panelami ogniw słonecznych i ze złożonymi antenami, statek miał 2,84 metra wysokości. Z rozłożonymi elementami, 6,6 metra. Średnica statku wynosiła 2,16 metra. Masa startowa 644 kilogramów. Planowany czas działania wynosił 9 lat.
Statek wyposażony był w cztery silniczki korekcyjne do utrzymywania pozycji na orbicie. Miały one do dyspozycji 132,7 kilogramów paliwa w postaci hydrazyny.  
Panele ogniw słonecznych (K-7) generowały około 950 watów energii elektrycznej, zasilając dwa akumulatory niklowo-kadmowe.